# Retrospekcja
Retrospekcja – przywoływanie z pamięci dawnych doświadczeń lub wydarzeń. Może oznaczać zarówno sam akt przypominania sobie dawnych doświadczeń, jak i konkretne przeżycie lub zdarzenie przywołane w pamięci .
W kontekście utworu literackiego lub filmu retrospekcja polega na wprowadzeniu wydarzeń poprzedzających właściwą akcję. Taka część utworu może przybierać formę reminiscencji bohatera i służy przerwaniu chronologicznego porządku narracji poprzez wtrącenie wcześniejszych wydarzeń. Technika ta pozwala twórcy rozpocząć opowieść od momentu o dużym ładunku dramatycznym oraz unikać monotonii wynikającej z prostego, chronologicznego przedstawienia fabuły. W filmach (np. Memento, Forrest Gump ) retrospekcja bywa sygnalizowana nie tylko środkami narracyjnymi, ale także technikami optycznymi, takimi jak: pojawianie się sceny z ciemności (fade-in), jej zanikanie (fade-out), przenikanie jednej sceny w drugą (dissolve) czy otwieranie lub zamykanie obrazu w postaci koła (iris-in, iris-out) .